# Piazza Venezia
Piazza Venezia (Benátské náměstí) je náměstí v centru Říma. Nachází se na úpatí Kapitolu a je důležitým dopravním uzlem, kam ústí ulice via dei Fori Imperiali, via del Corso, via Nazionale, corso Vittorio Emanuele II a via del Teatro di Marcello. Je rozděleno mezi tři městské části: Pigna, Trevi a Campitelli.
Původně se jmenovalo Piazza di San Marco podle místní baziliky. Stávající název dostalo podle renesanční stavby Palazzo Venezia, kde sídlilo benátské velvyslanectví.
Náměstí prošlo na počátku dvacátého století rozsáhlou přestavbou, kterou řídili architekti Giuseppe Sacconi a Guido Cirilli. Domy na jižní straně náměstí byly zbořeny a na jejich místě vyrostl dominantní památník Altare della Patria s hrobem neznámého vojína. Dalšími významnými budovami na Piazza Venezia jsou kostel Santa Maria di Loreto, Palazzo Bonaparte a sídlo pojišťovny Assicurazioni Generali.
Pod náměstím se buduje nová stanice trasy C římského metra. Během stavby bylo odhaleno Athenaeum z doby císaře Hadriána.
Z balkónu na Palazzo Venezia vyhlásil Benito Mussolini 10. června 1940 vstup Itálie do druhé světové války.
Uprostřed náměstí se nachází stanoviště dopravního strážníka, známé z filmu Prázdniny v Římě.